# کوتا
کوتا
شهر کوتا (به انگلیسی: Kota) با جمعیت ۸۲۷٫۴۲۷ نفر در ایالت راجستان در کشور هند واقع شده‌است.